# Jan Mukařovský
Jan Mukařovský, né le 11 novembre 1891 à Písek et mort le 8 février 1975 à Prague, est un linguiste, théoricien littéraire et esthéticien tchécoslovaque, membre fondateur du Cercle linguistique de Prague (1926). En esthétique, il a rejeté la métaphysique, sociologisme et explications psychologiques, au lieu de cela, il est venu avec le concept du « structuralisme esthétique » (travaux majeurs: La Fonction, la Norme et la Valeur esthétiques comme faits sociaux, 1936). Son système, il illustre l'analyse des œuvres littéraires (Mácha, Němcová, Neruda, Masaryk, Čapek, Olbracht, Vančura, Nezval) et artistique (Teige, Toyen). Il a été le professeur à l'université Charles à Prague,. Dans les années 1948-1953, il a été le recteur de l'université. Il a été fortement influencé par le formalisme russe.
Sa contribution fondamentale à l'École de Prague est la dimension sociale qu'il apporte aux études littéraires. Pour lui, les œuvres littéraires oscillent entre la dynamique interne de leur propre structure et, simultanément, le contexte historique qui introduit des éléments externes conditionnant leur évolution. Mukařovský distingue l'objet-chose ou l'artefact de l'objet esthétique, et introduit le phénomène de valorisation esthétique en fonction du contexte d'interprétation. L’objet esthétique est donc un signe médiateur de la réalité, entendue comme un ensemble de valeurs du récepteur, qui devient ainsi un acteur nécessaire dans la médiation collective qu’est l’expérience du texte.